# Op een mooie Pinksterdag
Op een mooie Pinksterdag is een lied van Leen Jongewaard en André van den Heuvel.
Het is afkomstig uit de musical Heerlijk duurt het langst, die in 1965 voor het eerst werd opgevoerd. De tekst was van de hand van Annie M.G. Schmidt, de muziek werd gecomponeerd door Harry Bannink. Jongewaard en Van den Heuvel speelden in de musical de rollen van Kees en Ido.
Het lied werd uitgebracht in 1967 en stond 23 weken in de Nederlandse Top 40, met een negende plaats als hoogste notering.

## NPO Radio 2 Top 2000
| Nummer met noteringen in de NPO Radio 2 Top 2000 | '99  | '00 | '01  | '02 | '03  | '04-'05 | '06  |
| ------------------------------------------------ | ---- | --- | ---- | --- | ---- | ------- | ---- |
| Op een mooie Pinksterdag                         | 1067 | -   | 1324 | -   | 1888 | -       | 1918 |

1. ↑  Een '-' betekent dat het nummer niet was genoteerd en een vetgedrukt getal geeft de hoogste notering aan.
2. ↑  Deze tabel is bijgewerkt tot en met de laatste editie (2024).